# Hans Ernst Bütemeister
Hans Ernst Bütemeister (* 24. August 1750 in Wulften; † 10. April 1837 in Diepholz) war ein deutscher Beamter.

## Leben
Hans Ernst Bütemeister wurde als Sohn des Predigers Johann Friedrich Bütemeister (* 23. Juli 1712 in Sudershausen; † 6. Mai 1753 in Wulften), der zuvor als Hauslehrer bei der Hardenbergschen Familie beschäftigt war und einige Jahre nach der Geburt seines Sohnes verstarb sowie dessen Ehefrau Anna Catharina Dorothea (* 17. August 1724 in Westerhof; † unbekannt), eine Tochter des Heinrich Hattorf, geboren. Nach dem Tod seines Vaters zog seine Mutter nach Nörten in das Haus ihres Schwagers Johann Daniel Bütemeister, der als Prediger in Bühle tätig war, und ihn anfänglich schulte. Seine Schwester war:
- Eleonore (* unbekannt; † 1804), verheiratet mit dem Amtmann und Schriftsteller Johann August Weppen (1741–1812) aus Wickershausen.

1766 kam er an die Lateinschule in Zellerfeld unter dem Rektorat von Professor Christian Heinrich Georg Rettberg (1736–1806). Am 17. April 1769 begann er ein Jura-Studium an der Universität Göttingen und hörte Vorlesungen bei Heinrich Christian von Selchow, Johann Friedrich Eberhard Böhmer, Johann Stephan Pütter, August Ludwig von Schlözer, Johann Beckmann, Johann Heinrich Ayrer und Samuel Christian Hollmann. Während seines Studiums schloss er auch Freundschaft mit dem späteren Dichter Ludwig Hölty, der ihn in die Gesellschaft des Göttinger Hainbundes einführte. Nach seinem Studium, das er 1774 erfolgreich beendete, wurde er im Amt Brunstein als Auditor angestellt und erwarb sich dort das Wohlwollen des ersten Beamten, Reichshofrat Conrad Heinrich von Hugo (1717–1796).
1779 erfolgte seine Ernennung zum Titular-Amtsschreiber in Brunstein und 1780 zum Supernumeraramtsschreiber (Beamtenanwärter) für das Amt Uslar. 1783 kam er in gleicher Funktion zum Amt Celle und wurde dort noch zusätzlich zum Hofkornschreiber (Person, die für einen Grundherrn Buch führte über die Einnahmen und Ausgaben von Korn in Speichern des Grundherrn) und Zuchthauskommissar ad interim bestellt; hier begann er auch, sich mit der französischen und der italienischen Sprache zu beschäftigen.
1786 erfolgte seine Versetzung als zweiter Beamter in das Amt Hoya und 1792 zum Amt Diepholz, dort wurde er 1797 zum Amtmann ernannt. In der Zeit von 1803 bis 1813 war Diepholz, in dessen Bezirk 20.000 Einwohner lebten, von den Franzosen besetzt worden und die Generäle Adolphe Édouard Casimir Joseph Mortier, Louis-Alexandre Berthier und Jean Baptiste Bernadotte – so wie früher Feldmarschall Graf Johann Ludwig von Wallmoden-Gimborn waren bei ihm untergebracht. Die ursprüngliche Grafschaft Diepholz wurde anfangs Teil des Königreichs Westphalen und später eine Provinz des französischen Kaiserreichs; dies führte dazu, dass Hans Ernst Bütemeister 1810 alle seine Ämter verlor, aber zum westphälischen Maire ohne Gehalt ernannt wurde, dies entsprach dem napoleonischen Prinzip, nach welchem Staatsdiener Ehre statt Geld erhielten. 1811 wurde er kaiserlicher Maire und 1812 Percepteur (Finanzbeamter) ohne Gehalt. Kurz vor Ende der französischen Herrschaft legte er alle seine Ämter nieder, auch seine Maire-Ämter. Erst nach dem Ende der Franzosen-Zeit nahm er sein Amt als Amtmann wieder auf. Am 20. April 1818 wurde er zum Oberamtmann ernannt und feierte 1822 sein dreißigjähriges Berufsjubiläum als Beamter in Diepholz und 1824 sein fünfzigjähriges Dienstjubiläum.
Hans Ernst Bütemeister war seit dem 18. Juli 1786 verheiratet mit Friedericke Luise, eine Tochter des Amtmanns Lodemann (1708–1783) aus Oldenstadt. Gemeinsam hatten sie sechs Töchter, von diesen sind namentlich bekannt:
- Charlotte Friederica Bütemeister (* 8. Juni 1806 in Diepholz; † 28. September 1850 in Fürstenau), verheiratet mit Carl Egbert Franzius (* 8. Februar 1798 in Aurich; † 3. Januar 1884 in Osnabrück), Oberamtmann in Wittmund, später in Fürstenau; ihre Kinder waren unter anderem der Wasserbauingenieur Ludwig Franzius und der Ingenieur Georg Franzius.

## Freimaurer
Hans Ernst Bütemeister wurde 1782 zum Freimaurer vorgeschlagen und im Juni 1784 als Minerval („Schüler der Minerva“, Novize) durch rituelle Weihung von Heinrich Ludwig von Pape (1725–1803) in Celle aufgenommen. Seine Ordensname lautete Diogenes Laertius.

## Auszeichnungen
- Hans Ernst Bütemeister wurde als Ritter des Guelphen-Ordens geadelt und er erhielt gleichzeitig von der Universität Göttingen das Ehrendiplom als Doktor der Rechte übermittelt.
- Am 24. August 1824 ernannte ihn die Stadt Diepholz zu ihrem ersten Ehrenbürger.